# Juan Bautista Egusquiza
Juan Bautista Luis Egusquiza Isasi (ur. 25 sierpnia 1845 w Asunción, zm. 24 sierpnia 1902 tamże) – paragwajski polityk, Prezydent Paragwaju od 25 listopada 1894 do 25 listopada 1898.